# Argentina (nome)
Argentina  è un nome proprio di persona italiano femminile.

## Varianti
- Femminili: Argenta, Argenzia[1]
- Maschili: Argentino, Argento[1]

## Origine e diffusione

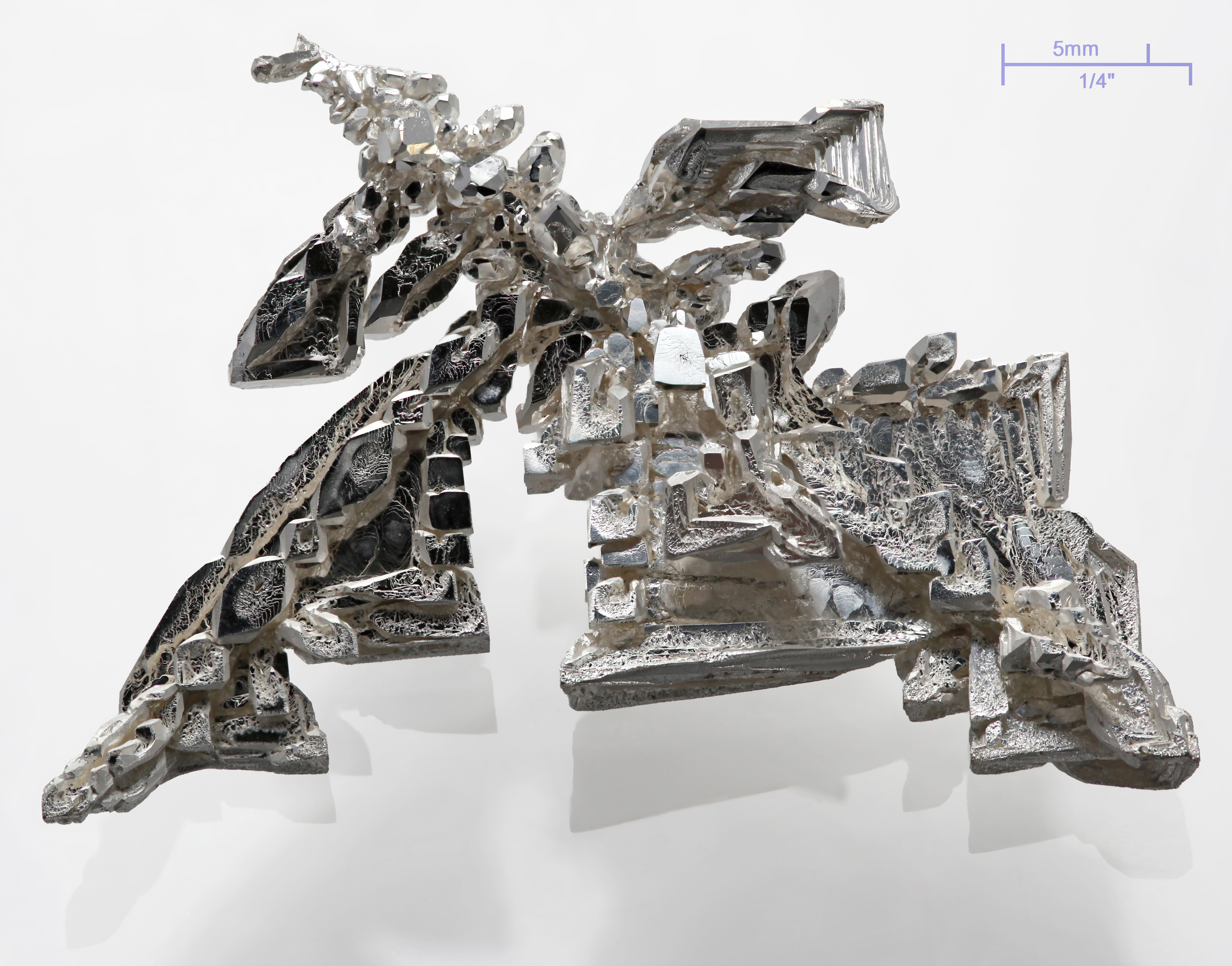
Un cristallo artificiale d'argento puro

Sebbene ad oggi richiami perlopiù il nome dell'Argentina, lo stato del Sudamerica meta di emigrazione dagli anni 1870 circa, il nome "Argentina" era già in uso nel Medioevo (anche in Gran Bretagna). In entrambi i casi, deriva dal latino argentinus, "d'argento" (da argentum, "argento"), ed è quindi un nome augurale, simile per motivazione a Gemma, Perla e altri.

## Onomastico
In quanto nome adespota (non vi è infatti alcuna santa che lo porti), l'onomastico viene eventualmente festeggiato il 1º novembre, giorno di Ognissanti. Tuttavia, viene a volte posto al 13 maggio, giorno nel quale si ricorda santa Argentea, martire a Cordova assieme a Vulfura nel 931.

## Persone
- Argentina Altobelli, politica e sindacalista italiana
- Argentina Brunetti, attrice argentina
- Argentina Menis, atleta rumena